# لويس إتش بولك
لويس إتش بولك (بالإنجليزية: Louis H. Pollak)‏ هو محامي وقاضي أمريكي، ولد في 7 ديسمبر 1922 في نيويورك في الولايات المتحدة، وتوفي في 8 مايو 2012 في فيلادلفيا في الولايات المتحدة.